# Rio Itacaiúnas
O rio Itacaiúnas é um curso de água que nasce na serra da Seringa no município de Água Azul do Norte, estado do Pará, e é formado pela junção de dois rios, o rio da Água Preta e o rio Azul. Desemboca na margem esquerda do rio Tocantins, na sede da cidade de Marabá.
O rio teve uma importância muito grande na formação econômica da região sudeste do Pará. Grandes reservas de castanha-do-pará e caucho, que foram sustentáculos econômicos locais, existiam ao longo das margens do rio. 
Com a intensa devastação da floresta e a prospecção mineral junto às cabeceiras dos afluentes do rio, na serra dos Carajás, o Itacaiúnas corre grande risco de secar e por fim morrer. Há ainda um projeto de desvio do seu curso normal, para crescimento urbano da cidade de Marabá, outro fator que coloca em risco à sua sobrevivência. 

## Expedição Coudreau: 118 anos depois
Em 2015 a Fundação Casa da Cultura de Marabá promoveu uma expedição, capitaneada pelo biólogo e presidente da instituição, Noé von Atzingen, inspirado no raro exemplar do livro “Viagem a Itaboca e ao Itacaiúnas”, escrito pelo francês Henri Coudreau, em 1897, que teve a ideia de explorar e pesquisar o rio Itacaiúnas.
Coudreau foi incumbido pelo então governador do Pará, Paes de Carvalho, de fazer investigações científico e geográficas da região do rio Tocantins e seus afluentes. O pesquisador foi acompanhado de sua esposa e de três canoeiros experientes. Ele navegou a extensão do rio Itacaiúnas em uma canoa. Como grande pesquisador, Coudreau fez anotações no campo da geografia, etnografia, além das ciências naturais.
A expedição constatou o que muitos ambientalistas vêm alertando há mais de uma década em Marabá: o rio está secando e praticamente morto em suas cabeceiras. Em alguns lugares completamente cortado e sem força. Como relata Atzingen:
| “ | Estivemos pesquisando o Alto Itacaiúnas, no município de Água Azul do Norte, onde terminam as áreas de fazendas com pastagens e inicia-se a Floresta Nacional de Carajás. Como nossa canoa não pode navegar no rio seco, tivemos que percorrer a pé por cerca de 10 km. Nessa região o rio quase estreito tem em média 50 m de largura. Mesmo assim, está seco, apresenta apenas de longe alguns poços: locais mais fundos com água totalmente parada e repleto de algas e pouquíssimos peixes. | ” |

## Floresta Nacional do Itacaiunas
Em 2 de fevereiro de 1998, por meio de um decreto presidencial foi criada a Floresta Nacional do Itacaiunas, nas linhas divisórias dos municípios de Marabá e São Félix do Xingu. A floresta tem por objetivo o manejo de uso múltiplo e de forma sustentável dos recursos naturais renováveis, a manutenção da biodiversidade, a proteção dos recursos hídricos, a recuperação de áreas degradadas, a educação florestal e ambiental, a manutenção de amostras do ecossistema amazônico e o apoio ao desenvolvimento sustentável dos recursos naturais das áreas limítrofes à Floresta Nacional.